# John van Graafeiland
John Adriaan van Graafeiland (Amsterdam, 29 september 1937) is een Nederlands oud-politicus en partner bij accountantskantoor Deloitte & Touche. 
Van Graafeiland begon zijn politieke loopbaan in 1969 bij de VVD, nadat zijn militaire plicht erop zat. Van 1 september 1970 tot juli 1978 was hij lid in de gemeenteraad van Breda. Van 2 juli 1974 tot 16 december 1984 was hij lid van de Provinciale Staten van Noord-Brabant. 
In 1983 werd hij lid van de Eerste Kamer der Staten-Generaal en bleef dit met een onderbreking in de periode 1986-1987 tot 1999. Hij maakte deel uit van de vijf VVD-senatoren (Van Graafeiland, Hans Wiegel, Wim van Eekelen, Henk Heijne Makkreel en Jan Verbeek) die in 1999 in de "Nacht van Wiegel" tegen het referendum dreigden te stemmen. Deze groep werd De Bende van Vijf genoemd.
In 1984 kreeg hij zijn eerste aanstelling als burgemeester van Venlo. Deze functie bekleedde hij van 16 december 1984 tot 1 januari 1998. Na zijn burgemeesterschap werd hij partner bij accountantskantoor Deloitte & Touche. 

## Officiersrangen
- Tweede luitenant, van augustus 1959 tot augustus 1961
- Eerste luitenant, van augustus 1961 tot november 1966
- Kapitein, van november 1966 tot mei 1969
- (tijdelijk) Majoor, van mei 1969 tot december 1971

## Persoonlijk
Van Graafeiland trouwde in 1980 met zijn tweede echtgenote. Hij heeft vier kinderen uit zijn eerste huwelijk en twee uit het  tweede huwelijk. 
- Parlement.com: vg09llnrqyzw